# Perazzi
Die Armi Perazzi S.p.A. ist ein italienischer Hersteller von Handfeuerwaffen mit Sitz in Brescia. Das Unternehmen produziert ausschließlich Bockflinten, die im professionellen Wurfscheibenschießen zum Einsatz kommen.

## Geschichte
Gegründet wurde Armi Perazzi 1957 von Daniele Perazzi.
1964 gewann der italienische Sportschütze Ennio Mattarelli bei den Olympischen Sommerspielen 1964 in Tokio mit einer von Armi Perazzi maßgefertigten Flinte Gold in der Disziplin Wurfscheibenschießen. Bei den Olympischen Sommerspielen 2008 in Peking wurden 11 Medaillen (von 15) mit Flinten von Perazzi gewonnen (3 Gold, 4 Silber, 4 Bronze).
Armi Perazzi vertreibt seine Flinten weltweit über ein Netz von Vertragshändlern. Für Deutschland und Österreich ist der Generalimporteur die Firma "Markus Leibinger Jagd- und Sportwaffen" aus Mühlheim.